# 2498 Tsesevich
2498 Tsesevich este un asteroid din centura principală, descoperit pe 23 august 1977 de Nikolai Cernîh.